# Judengasse 14 (Weißenburg)

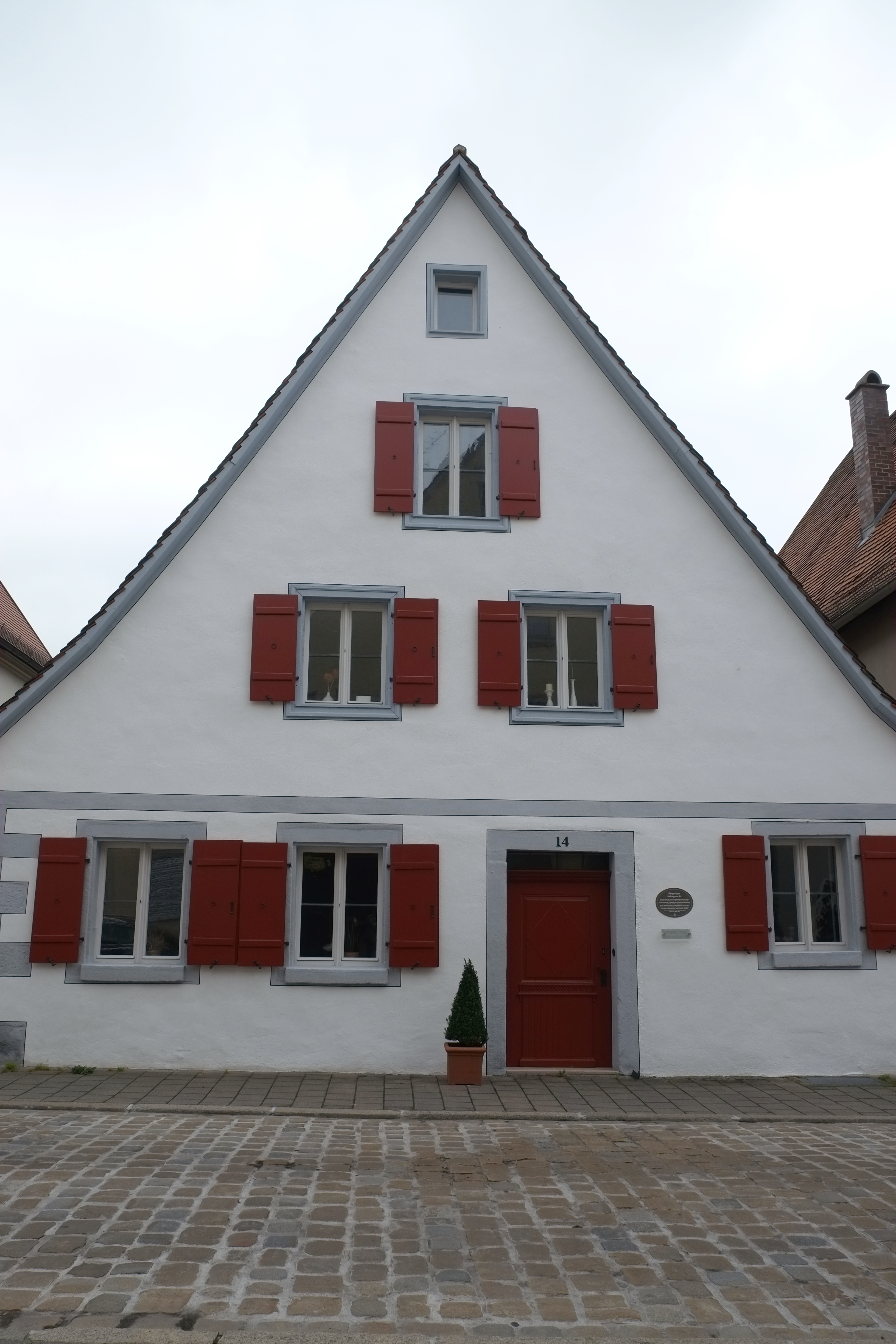
Haus Judengasse 14 in Weißenburg, aufgenommen im Oktober 2013

Das Haus Judengasse 14 ist ein Bürgerhaus in Weißenburg in Bayern, einer Großen Kreisstadt im mittelfränkischen Landkreis Weißenburg-Gunzenhausen. Es ist das zweitälteste Bürgerhaus Weißenburgs; älter ist nur noch die Luitpoldstraße 16. Das Gebäude ist unter der Denkmalnummer D-5-77-177-214 als Baudenkmal in die Bayerische Denkmalliste eingetragen.
Das Gebäude steht innerhalb der denkmalgeschützten Altstadt in der Judengasse umgeben von weiteren denkmalgeschützten Gebäuden unweit der Schranne auf einer Höhe von 424 Metern über NHN.
Das Gebäude ist ein eingeschossiges, giebelständiges, verputztes Fachwerkhaus mit Satteldach. Die Mauern sind aus Kalkstein. Das Bauwerk wurde 1321 oder 1322 erbaut, im Inneren sind die Daren 1462/63 datiert. Ursprünglich besaß das Haus ein Walmdach mit Hohlziegeln, bis das Dach 1559 verändert wurde. Es gab Erneuerungen am Ende der 1830er Jahre. Von 2001 bis 2003 wurde das Gebäude saniert.